# Josef Beran

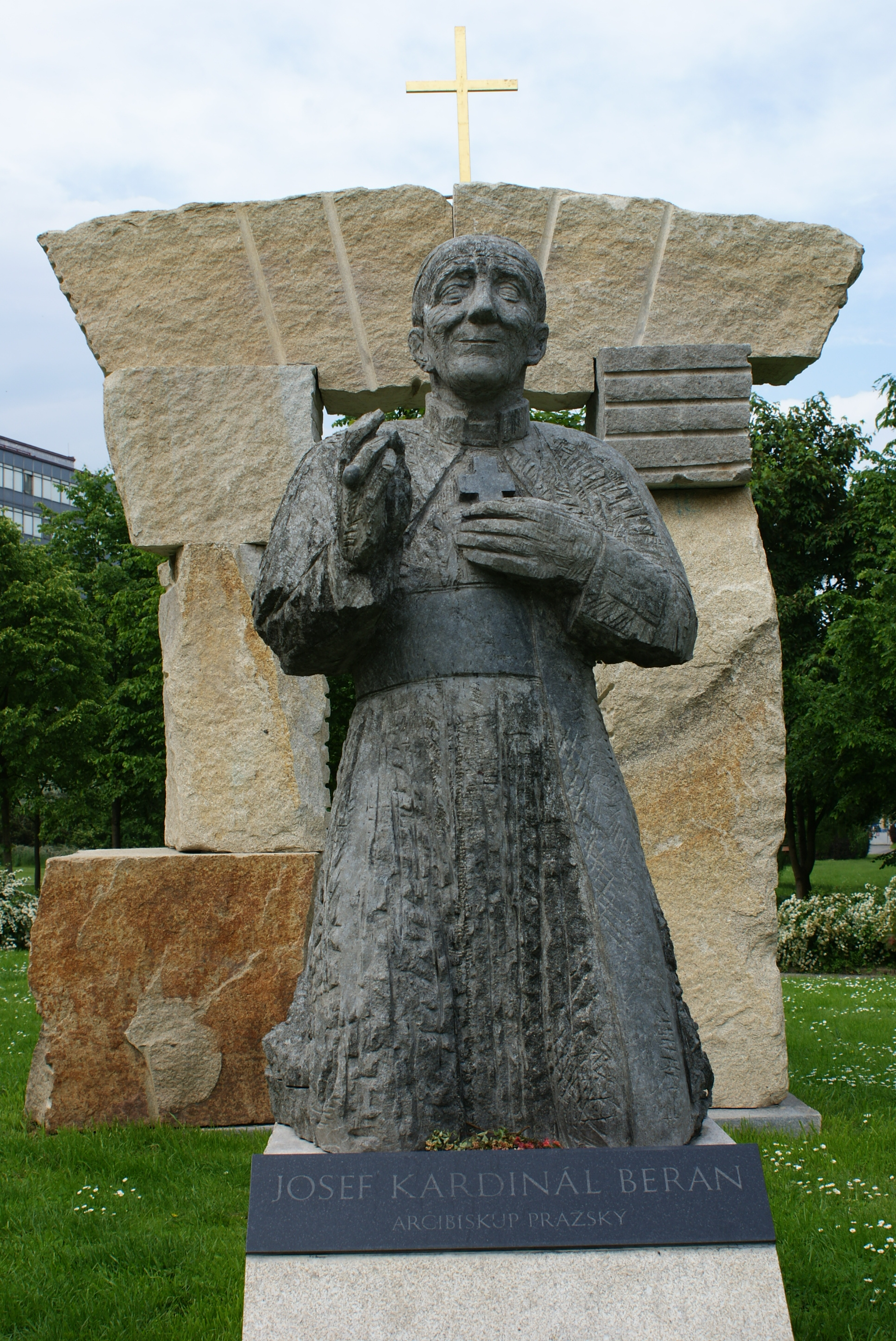
Monument voor Josef Beran

Josef Beran (Pilsen, 29 december 1888 - Rome, 17 mei 1969) was kardinaal-aartsbisschop van Praag.

## Levensloop
Beran was de oudste van de vier kinderen in het gezin van onderwijzer Josef Beran en Maria Lindauer. Van 1899 tot 1907 studeerde hij aan het kleinseminarie in Pilsen. Hij vervolgde met seminariestudies aan de Pauselijke Universiteit in Rome. In 1911 werd hij priester gewijd en in 1912 promoveerde hij tot doctor in de godgeleerdheid.
Teruggekeerd naar zijn vaderland vervulde hij er opeenvolgende opdrachten:
- van 1912 tot 1917 priester in een arbeiderswijk in Pilsen,
- van 1917 tot 1932 directeur van de Zusters van Maria en van het Instituut Sint-Anna in Praag,
- van 1932 tot 1942 geestelijk directeur aan het seminarie in Praag en leraar aan het Karls College.

In 1936 werd hij huisprelaat van de paus en in 1939 protonotarius apostolicus.
In 1938 zorgde hij voor ruime verspreiding van de pauselijke encycliek Mit Brennender Sorge, die het nazisme veroordeelde. Na de Duitse verovering van Tsjecho-Slowakije werd hij scherp in het oog gehouden. Toen hij begin juni 1942 een mis wilde opdragen ter morele ondersteuning van de landgenoten in Duitse krijgsgevangenschap, werd hij gearresteerd en als 'Nacht und Nebel'-gevangene, zonder proces, in concentratiekampen opgesloten, eerst in Theresienstadt en daarna in Dachau. In dit kamp kreeg hij tyfus en dreigde te sterven. Hij genas echter en het kamp werd op 29 april 1945 bevrijd. Bij zijn terugkeer in Praag verleende president Edvard Beneš hem de hoogste Tsjecho-Slowaakse onderscheidingen.
Hij herstelde volledig en op 4 november 1946 werd hij benoemd tot aartsbisschop van Praag en primaat van Tsjecho-Slowakije. Hij was aanvankelijk bereid zich loyaal op te stellen tegenover het nieuw communistisch regime en in 1948 zong hij zelfs een Te Deum in zijn kathedraal, naar aanleiding van de benoeming van de stalinistische Klement Gottwald tot president. Hetzelfde jaar echter zag hij zich verplicht aan de priesters een verbod op te leggen om de eed van trouw aan het nieuw regime af te leggen. Hij protesteerde tegen de belemmeringen die werden opgelegd aan de vrije uitoefening van de godsdienst en veroordeelde de oprichting van een zogenaamde katholieke organisatie die door de communistische partij werd geleid.
In 1949 werd hij onder huisarrest geplaatst en vervolgens in een schijnproces veroordeeld. Vanaf 1951 werd hij voor de volgende dertien jaar gevangen gehouden op diverse onbekende plaatsen. In 1963 werd hij, na onderhandelingen vanwege de H. Stoel, in vrijheid gesteld, op voorwaarde het bisschopsambt niet uit te oefenen. In februari 1965 kon hij het land voor Rome verlaten, in het kader van onderhandelingen met de Tsjecho-Slowaakse regering, waarbij de katholieke kerk iets meer bewegingsvrijheid kreeg.
Zodra hij in Rome was aangekomen, werd hij door paus Paulus VI tot kardinaal verheven en opgenomen in verschillende kerkelijke instanties. Hij nam ook deel aan de laatste sessie van het Tweede Vaticaans Concilie. Hij overleed aan longkanker.

## Zaligverklaring
In 1998 werd het proces in zaligverklaring van Beran ingeleid. Na afsluiting van de preliminaire onderzoeken, werd hij als 'Dienaar Gods' erkend, in afwachting van verdere onderzoeken.

## Eerbetoon
Na zijn overlijden, werd kardinaal Beran in de crypte van de Sint-Pietersbasiliek in Rome bijgezet. In 2018 werd gevolg gegeven aan zijn laatste wil en op 20 april werd zijn stoffelijk overschot overgebracht naar Praag en bijgezet in de Sint-Vituskathedraal.
In 2009 werd in Praag een monument ter ere van kardinaal Beran opgericht en ingezegend door kardinaal Miloslav Vlk.